# La meitat fosca
La meitat fosca (títol original: The Dark Half) és una pel·lícula estatunidenca dirigida per George A. Romero, estrenada l'any 1993. Ha estat doblada al català.
La història és una adaptació de la novel·la homònima de Stephen King.

## Argument
Thad Beaumont és un escriptor que només ha conegut un èxit real sota el pseudònim de Georges Stark, autor de novel·les ultraviolentes. Preocupat de trencar amb aquest personatge a la vegada tant pròxim i tant diferent d'ell i sota l'amenaça d'un xantatge, inventa la mort, a continuació organitza un fals enterrament de Georges Stark després d'haver revelat l'engany a la premsa.
Però alguns homicidis sagnants arriben ràpidament per enterbolir el seu dia a dia i el de la seva família. Tot, fins a les empremtes, sembla acusar-lo, però ell té una altra teoria sobre aquest assumpte.

## Repartiment
- Timothy Hutton: Thad Beaumont i George Stark
- Amy Madigan: Liz Beaumont
- Michael Rooker: xèrif Alan Pangborn
- Julie Harris: Reggie Delesseps
- Robert Joy: Fred Clawson
- Kent Broadhurst: Mike Donaldson
- Beth Grant: Shayla Beaumont
- Rutanya Alda: Miriam Cowley
- Tom Mardirosian: Rick Cowley
- Larry John Meyers: Dr. Pritchard
- Patrick Brannan: Thad Beaumont, de jove
- Royal Dano: Digger Holt
- Glenn Colerider: Homer Gamache

## Acollida
El film va ser un fracàs comercial, informant aproximadament 10 milions de dòlars al box-office a Amèrica del Nord per un pressupost de 15 milions.
Ha rebut una acollida critica més aviat favorable, recollint un 61% de critiques positives, amb una nota mitjana de 5,8/10 i sobre la base de 18 critiques, en el lloc Rotten Tomatoes

## Premis i nominacions
El film va aconseguir tres premis, millor film, millor actor (Timothy Hutton) i millor guió al Fantafestival 1993. Va ser nominat a les categories millor film de terror, millor director, millor actriu secundària (Julie Harris) i millor maquillatge en els Saturn Awards 1994.